# قائمة الأحزاب السياسية في سانت كيتس ونيفيس
هذه المقالة لقائمة الأحزاب السياسية في سانت كيتس ونيفيس. سانت كيتس ونيفيس لديها نظام الحزبين، وهو ما يعني أن هناك اثنين من الأحزاب السياسية المهيمنة، مع صعوبة بالغة لشخص من أجل تحقيق النجاح في الانتخابات تحت لواء أي طرف آخر.

## الأحزاب السياسية
- حزب عمال سانت كيتس ونيفيس
- اتحاد الحزب الوطني للتمكين
- حركة العمل الشعبية
- حزب الاصلاح نيفيس
- حركة المواطنين المهتمين